# Virginia Andreescu Haret
Maria Virginia Andreescu Haret (n. 21 iunie 1894, București, România – d. 6 mai 1962, București, România) a fost prima femeie arhitect din România, (a patra din lume) obținând diploma în 1919, și prima femeie din lume care a ajuns la gradul de arhitect inspector general, statut recunoscut prima dată în cadrul celui de-al XVI-lea Congres de Istorie a Științei organizat la București, în 1981.

## Biografie
Maria Virginia Andreescu s-a născut în anul 1894, în București. A fost nepoata de frate a pictorului Ion Andreescu. Maria Virginia Andreescu a rămas orfană de mamă la 9 ani și s-a ocupat de cei trei frati și de gospodărie. 
A făcut liceul în particular, luându-și bacalaureatul la Liceul „Mihai Viteazul” din București. La 18 ani, cu sprijinul ministrului Spiru C. Haret obține o licență specială la Școala Superioară de Arhitectură din București. În paralel a studiat Belle-Arte și a realizat un număr mare de acuarele care, astăzi, fac parte din Colecția de Stampe a Bibliotecii Academiei Române.
La 6 iulie 1919 a absolvit Școala Superioară de Arhitectură din București cu mențiunea ”foarte bine”, fiind prima femeie-arhitect din România.
Din 1923 a lucrat în serviciul tehnic al ministerului Educației nationale, de unde s-a pensionat în 1947. În perioada interbelică a reprezentat România la Congresele internaționale de arhitectură la Roma, Paris, Moscova și Bruxelles. Pentru activitatea sa a primit de-a lungul vieții nenumărate premii care i-au confirmat valoarea.
În 1928 s-a căsătorit cu un nepot de soră al matematicianului român Spiru C. Haret. Au avut un fiu, viitorul inginer Radu Haret.

## Lucrări
Printre cele mai importante realizări ale sale se numără o serie de blocuri de pe Calea Victoriei (printre primele la care s-a utilizat betonul armat), pavilionul adminstrativ și dependințele subterane ale Aeroportului Băneasa, Liceul „Gheorghe Șincai” și Colegiul Național „Cantemir Vodă” din București.

## Premii
O regăsim în cadrul unor concursuri de artă grafică cu lucrări premiate precum:
- Locul I - Băi Făgăraș – lucrare neexecutată
- Locul II - o aripă nouă la Ministerul Domeniilor din București – lucrare neexecutată
- Locul II - Internat pentru Școala de Meserii din satul Năsăud – lucrare neexecutată

## Literatură
În ultimii ani ai vieții a elaborat monografia: „Istoricul clădirii Teatrului Național din București”.